# Sakaye
Sakaye (vielleicht Sakachaye zu lesen) war eine nubische Königsmutter. Sie ist nur aus ihrem Grab in Nuri (Nu. 31) bekannt. Auf den erhaltenen Objekten trägt sie den Titel Königsmutter. Ihr königlicher Sohn ist unsicher, doch wird Malowijebamani vermutet.
Ihr Begräbnis in Nuri besteht aus einer Pyramide. Die Grabkammern liegen unterhalb der Pyramide und fanden sich beraubt. Name und Titel der Sakaye befinden sich auf Uschebtis, von denen sich mindestens 63 im Grab fanden.